# イソフラボン-2'-ヒドロキシラーゼ
イソフラボン-2'-ヒドロキシラーゼ（isoflavone 2'-hydroxylase）は、イソフラボノイド生合成酵素の一つで、次の化学反応を触媒する酸化還元酵素である。
イソフラボン + NADPH + H+ + O2 {\displaystyle \rightleftharpoons } 2'-ヒドロキシイソフラボン + NADP+ + H2O
この酵素の基質はイソフラボン、NADPH、H+とO2で、生成物は2'-ヒドロキシイソフラボン、NADP+とH2Oである。
組織名はisoflavone,NADPH:oxygen oxidoreductase (2'-hydroxylating)で、別名にisoflavone 2'-monooxygenase、CYP81E1、CYP Ge-3がある。